# Gabinete presidencial de Joe Biden
Joe Biden assumiu o cargo de Presidente dos Estados Unidos a 20 de janeiro de 2021 e seu mandato terminou em 20 de janeiro de 2025. O Presidente tem autoridade para nomear os membros do seu Gabinete ao Senado dos Estados Unidos para confirmação de acordo com a Cláusula de Nomeações da Constituição dos Estados Unidos.
Antes da confirmação e durante as audiências no Congresso, um membro de carreira de alto nível de um departamento executivo chefia este gabinete pré-confirmado em caráter interino. A criação do Gabinete foi parte da transição de poder após a eleição presidencial de 2020 nos Estados Unidos.
Além dos quinze chefes de departamentos executivos, há nove funcionários de nível de gabinete. Biden alterou a sua estrutura de gabinete, elevando o presidente do Conselho de Assessores Econômicos, o diretor do Escritório de Política Científica e Tecnológica, e embaixadora nas Nações Unidas como cargos de nível de gabinete. Biden removeu o diretor da Agência Central de Inteligência do seu gabinete oficial.
As confirmações ocorreram no ritmo mais lento de qualquer gabinete presidencial na história moderna, o que resultou nos atrasos na facilitação de uma transição ordenada de poder e na aprovação da resolução organizadora para governar um Senado dividido por igual após o segundo turno das eleições de 2020-2021 para o Senado dos Estados Unidos na Geórgia; e o segundo impeachment de Donald Trump. Em março de 2021, uma recuperação na primeira metade do mês trouxe confirmações próximas do ritmo normal. Biden é o primeiro presidente desde Ronald Reagan em 1981 a ter todos os seus nomeados de secretário de gabinete originais confirmados para seus cargos, pelo Senado.
Esta página documenta o processo de confirmação dos nomeados do Gabinete da administração de Joe Biden. Eles são listados de acordo com a ordem de precedência dos Estados Unidos.

## Membros do Gabinete
Todos os membros do Gabinete necessitam de "conselho e consentimento" do Senado dos Estados Unidos após nomeação pelo Presidente antes de assumirem os seus respetivos cargos. O Vice-presidente é uma exceção à lei, sendo eleito juntamente com o Presidente e já estabelecido pela Constituição do país. Outros cargos possuem somente o nível de gabinete (como o Chefe de Gabinete da Casa Branca, o Conselheiro de Segurança Nacional e, portanto, não precisam de confirmação do Senado após a sua nomeação.
| Cargo | Cargo           | Nome | Nome          | Partido   | Inicio do mandato     | Fim do mandato        |
|       | Presidente      |      | Joe Biden     | Democrata | 20 de janeiro de 2021 | 20 de janeiro de 2025 |
|       | Vice-Presidente |      | Kamala Harris | Democrata | 20 de janeiro de 2021 | 20 de janeiro de 2025 |

| Cargo                  | Cargo                                                      | Secretário(a) | Secretário(a)           | Partido      | Início do mandato       | Fim do mandato | Referências          |
| ---------------------- | ---------------------------------------------------------- | ------------- | ----------------------- | ------------ | ----------------------- | -------------- | -------------------- |
|                        | Secretário de Estado                                       |               | Antony Blinken          | Democrata    | 26 de janeiro de 2021   |                | [ 8 ] [ 9 ] [ 10 ]   |
|                        | Secretária do Tesouro                                      |               | Janet Yellen            | Democrata    | 25 de janeiro de 2021   |                | [ 11 ] [ 12 ]        |
|                        | Secretário de Defesa                                       |               | Lloyd Austin            | Independente | 22 de janeiro de 2021   |                | [ 13 ] [ 14 ]        |
|                        | Procurador-Geral                                           |               | Merrick Garland         | Independente | 11 de março de 2021     |                | [ 15 ] [ 16 ]        |
|                        | Secretária do Interior                                     |               | Debra Haaland           | Democrata    | 16 de março de 2021     |                | [ 17 ] [ 18 ] [ 19 ] |
|                        | Secretário de Agricultura                                  |               | Tom Vilsack             | Democrata    | 23 de fevereiro de 2021 |                | [ 20 ] [ 21 ]        |
|                        | Secretária de Comércio                                     |               | Gina Raimondo           | Democrata    | 3 de março de 2021      |                | [ 22 ] [ 23 ]        |
|                        | Secretário do Trabalho                                     |               | Julie Su                | Democrata    | 11 de março de 2023     |                | [ 24 ]               |
|                        | Secretário de Saúde e Serviços Humanos                     |               | Xavier Becerra          | Democrata    | 19 de março de 2021     |                | [ 25 ]               |
|                        | Secretária de Habitação e Desenvolvimento Urbano           |               | Marcia Fudge            | Democrata    | 10 de março de 2021     |                | [ 26 ] [ 27 ]        |
|                        | Secretário de Transportes                                  |               | Pete Buttigieg          | Democrata    | 3 de fevereiro de 2021  |                | [ 28 ] [ 29 ]        |
|                        | Secretária de Energia                                      |               | Jennifer Granholm       | Democrata    | 25 de fevereiro de 2021 |                | [ 30 ] [ 31 ] [ 32 ] |
|                        | Secretário de Educação                                     |               | Miguel Cardona          | Independente | 2 de março de 2021      |                | [ 33 ] [ 34 ]        |
|                        | Secretário dos Assuntos de Veteranos                       |               | Denis McDonough         | Democrata    | 8 de fevereiro de 2021  |                | [ 35 ] [ 36 ]        |
|                        | Secretário de Segurança Interna                            |               | Alejandro Mayorkas      | Democrata    | 2 de fevereiro de 2021  |                | [ 37 ] [ 38 ] [ 39 ] |
| Secretarias Executivas |                                                            |               |                         |              |                         |                |                      |
|                        | Chefe de Gabinete da Casa Branca                           |               | Jeff Zients             | Independente | 8 de fevereiro de 2023  |                | [ 40 ] [ 41 ]        |
|                        | Embaixador às Nações Unidas                                |               | Linda Thomas-Greenfield | Independente | 23 de fevereiro de 2021 |                | [ 42 ] [ 43 ] [ 44 ] |
|                        | Administrador da Agência de Proteção Ambiental             |               | Michael S. Regan        | Independente | 11 de março de 2021     |                | [ 45 ] [ 46 ]        |
|                        | Representante Comercial                                    |               | Katherine Tai           | Democrata    | 17 de março de 2021     |                | [ 47 ]               |
|                        | Diretora de Inteligência Nacional                          |               | Avril Haines            | Democrata    | 21 de janeiro de 2021   |                | [ 48 ] [ 49 ]        |
|                        | Administrador da Administração de Pequenas Empresas        |               | Isabel Casillas Guzman  | Democrata    | 17 de março de 2021     |                | [ 50 ] [ 51 ]        |
|                        | Diretor do Escritório de Gestão e Orçamento                |               | Shalanda Young          | Democrata    | 24 de março de 2021     |                | [ 52 ]               |
|                        | Presidente do Conselho de Conselheiros Econômicos          |               | Cecilia Rouse           | Independente | 2 de março de 2021      |                | [ 53 ]               |
|                        | Diretor do Escritório de Política Científica e Tecnológica |               | Eric Lander             | Democrata    | 2 de junho de 2021      |                | [ 54 ]               |
|                        | Enviado Presidencial Especial para o Clima dos EUA         |               | John Kerry              | Democrata    | 20 de janeiro de 2021   |                | [ 55 ]               |

- Jake Sullivan, Conselheiro de Segurança Nacional dos Estados Unidos

## Votos do Senado nos membros do gabinete executivo
| Cargo                  | Cargo                                                      | Secretário(a) | Secretário(a)           | Votos a favor | Votos contra | Ref    |
| ---------------------- | ---------------------------------------------------------- | ------------- | ----------------------- | ------------- | ------------ | ------ |
|                        | Secretário de Estado                                       |               | Antony Blinken          | 78            | 22           | [ 56 ] |
|                        | Secretária do Tesouro                                      |               | Janet Yellen            | 84            | 15           | [ 57 ] |
|                        | Secretário de Defesa                                       |               | Lloyd Austin            | 93            | 2            | [ 58 ] |
|                        | Procurador-Geral                                           |               | Merrick Garland         | 70            | 30           | [ 59 ] |
|                        | Secretária do Interior                                     |               | Debra Haaland           | 51            | 40           | [ 60 ] |
|                        | Secretário de Agricultura                                  |               | Tom Vilsack             | 92            | 7            | [ 61 ] |
|                        | Secretária de Comércio                                     |               | Gina Raimondo           | 84            | 15           | [ 62 ] |
|                        | Secretário do Trabalho                                     |               | Marty Walsh             | 68            | 29           | [ 63 ] |
|                        | Secretário de Saúde e Serviços Humanos                     |               | Xavier Becerra          | 50            | 49           | [ 64 ] |
|                        | Secretária de Habitação e Desenvolvimento Urbano           |               | Marcia Fudge            | 66            | 34           | [ 65 ] |
|                        | Secretário de Transportes                                  |               | Pete Buttigieg          | 86            | 13           | [ 66 ] |
|                        | Secretária de Energia                                      |               | Jennifer Granholm       | 64            | 35           | [ 67 ] |
|                        | Secretário de Educação                                     |               | Miguel Cardona          | 64            | 33           | [ 68 ] |
|                        | Secretário dos Assuntos de Veteranos                       |               | Denis McDonough         | 87            | 7            | [ 69 ] |
|                        | Secretário de Segurança Interna                            |               | Alejandro Mayorkas      | 56            | 43           | [ 70 ] |
| Secretarias Executivas |                                                            |               |                         |               |              |        |
|                        | Embaixador às Nações Unidas                                |               | Linda Thomas-Greenfield | 78            | 20           | [ 71 ] |
|                        | Administrador da Agência de Proteção Ambiental             |               | Michael S. Regan        | 65            | 35           | [ 72 ] |
|                        | Representante Comercial                                    |               | Katherine Tai           | 98            | 0            | [ 73 ] |
|                        | Diretora de Inteligência Nacional                          |               | Avril Haines            | 84            | 10           | [ 74 ] |
|                        | Administrador da Administração de Pequenas Empresas        |               | Isabel Casillas Guzman  | 81            | 17           | [ 50 ] |
|                        | Diretor do Escritório de Gestão e Orçamento                |               | Shalanda Young          | 63            | 37           | [ 52 ] |
|                        | Presidente do Conselho de Conselheiros Econômicos          |               | Cecilia Rouse           | 95            | 4            | [ 75 ] |
|                        | Diretor do Escritório de Política Científica e Tecnológica |               | Eric Lander             | --            | --           | [ 76 ] |